# Кузебаевское (сельское поселение)
Кузебаевское — упразднённое муниципальное образование со статусом сельского поселения в составе Алнашского района Удмуртии.
Административный центр — деревня Кузебаево.
Образовано в 2004 году в результате реформы местного самоуправления.
Законом Удмуртской Республики от 23 апреля 2021 года № 27-РЗ к 9 мая 2021 года упразднено в связи с преобразованием муниципального района в муниципальный округ.

## Географические положение
Находится на юго-востоке района, граничит:
- на западе с Техникумовским и Ромашкинским сельскими поселениями
- на севере с Азаматовским сельским поселением
- на востоке с Варзи-Ятчинским сельским поселением и Республикой Татарстан
- на юге с Муважинским сельским поселением

Общая площадь поселения — 5871 гектар, из них сельхозугодья — 5124 гектар.

## Население
| 2008 | 2010 | 2012 | 2013 | 2014 | 2015 |
| ---- | ---- | ---- | ---- | ---- | ---- |
| 1151 | ↘974 | ↘929 | ↘896 | ↘865 | ↘857 |
| 2016 | 2017 | 2018 | 2019 | 2020 | 2021 |
| ↘821 | ↘799 | ↘786 | ↘750 | ↗755 | ↗768 |

## Населённые пункты
| Название                           | Статус населённого пункта | Население (2008 год) | Почтовый индекс | ОКАТО          |
| ---------------------------------- | ------------------------- | -------------------- | --------------- | -------------- |
| Кузебаево (административный центр) | деревня                   | 711                  | 427895          | 94 202 860 001 |
| Варзибаш                           | деревня                   | 273                  | 427895          | 94 202 860 005 |
| Варзино-Алексеево                  | деревня                   | 143                  | 427895          | 94 202 860 004 |
| Гарга                              | деревня                   | 20                   | 427895          | 94 202 860 003 |
| Верхнее Кузебаево                  | деревня                   | 4                    | 427895          | 94 202 860 002 |